# Flagi powiatów w województwie lubelskim
Flagi powiatów w województwie lubelskim – lista symboli powiatowych w postaci flagi, obowiązujących w województwie lubelskim.

Flaga województwa lubelskiego

Zgodnie z definicją, flaga to płat tkaniny określonego kształtu, barwy i znaczenia, przymocowywany do drzewca lub masztu. Może on również zawierać herb lub godło danej jednostki administracyjnej. W Polsce jednostki terytorialne (rady gmin, miast i powiatów) mogą ustanawiać flagi zgodnie z ustawą z dnia 21 grudnia 1978 r. o odznakach i mundurach. W pierwotnej wersji pozwalała ona jednostkom terytorialnym jedynie na ustanawianie herbów. Dopiero ustawa z dnia 29 grudnia 1998 r. o zmianie niektórych ustaw w związku z wdrożeniem reformy ustrojowej państwa, nowelizująca m.in. akt normatywny z 1978 r., oficjalnie potwierdziła prawo województw, powiatów i gmin do ustanawiania flagowego symbolu jednostki terytorialnej. Z tej zmiany skorzystały powiaty, przywrócone w 1999.
W 2025 w województwie lubelskim swoją flagę miało 18 z 20 powiatów (flag nie miały powiaty bialski i hrubieszowski) oraz wszystkie 4 miasta na prawach powiatu. Symbol ten, w 2004, ustanowiło samo województwo.

## Lista obowiązujących flag powiatowych

### Miasta na prawach powiatu
| Powiat                | Wzór                               | Opis |
| --------------------- | ---------------------------------- | --- |
| Miasto Biała Podlaska |                                    | Flaga miasta została ustanowiona 11 września 1997. Jest to prostokątny płat tkaniny o proporcjach 5:8, podzielony na cztery poziome pasy: srebrny, zielony, złoty i czerwony w stosunku 2:1:1:2. W jego centralnej części umieszczono herb miasta.                                                                                         |
| Miasto Chełm          |                                    | Flaga miasta to prostokątny płat tkaniny, podzielony na dwa równe poziome biały i zielony. W centralnej części górnego pasa umieszczono herb miasta. |
| Miasto Lublin         | flaga miasta urzędowa flaga miasta | Pierwsza wersja flagi miasta została ustanowiona 31 maja 1989, obecna została ustanowiona uchwałą nr 465/XXI/2004 z 8 lipca 2004. Jest to prostokątny płat tkaniny o proporcjach 5:8, podzielony na trzy poziome pasy: biały, zielony i czerwony w stosunku 2:1:2. W wersji urzędowej w centralnej części flagi znajduje się herb Lublina. |
| Miasto Zamość         |                                    | Flaga miasta, autorstwa Jacka Skorupskiego, została ustanowiona uchwałą nr XVIII/121/95 z 28 sierpnia 1995. Jest to prostokątny płat tkaniny o proporcjach 5:8, podzielony w lewy skos na dwie równe części: czerwoną i żółtą. W lewym górnym rogu umieszczono herb Jelita, którym pieczętował się założyciel miasta Jan Zamoyski.         |

### Powiaty
| Powiat               | Wzór | Opis |
| -------------------- | ---- | --- |
| Powiat biłgorajski   |      | Flaga powiatu, autorstwa Henryka Seroki, została ustanowiona uchwałą nr XXV/101/2000 z 27 czerwca 2000. Jest to prostokątny płat tkaniny o proporcjach 5:8, podzielony na trzy poziome pasy: czerwony, biały i żółty w stosunku 1:2:1. W jego centralnej części umieszczono herb powiatu. |
| Powiat chełmski      |      | Flaga powiatu została ustanowiona uchwałą nr XVIII/140/09 z 24 kwietnia 2009. Jest to prostokątny płat tkaniny o proporcjach 5:8 koloru zielonego, w którego centralnej części umieszczono godło z herbu powiatu. |
| Powiat janowski      |      | Flaga powiatu została ustanowiona uchwałą nr XIX/149/04 z 3 grudnia 2004. Jest to płat tkaniny, podzielony na dwie części: lewą, zieloną, w kształcie prostokąta (proporcje boków 5:4) z godłem z herbu powiatu oraz prawą, w formie zaokrąglonego ogona, podzielonego na siedem równych poziomych pasów: cztery białe i trzy żółte, nawiązujące do gmin powiatu. |
| Powiat krasnostawski |      | Flaga powiatu, autorstwa ks. Pawła Dudzińskiego, została ustanowiona uchwałą nr XIV/105/2000 z 7 marca 2000. Jest to prostokątny płat tkaniny o proporcjach 5:8, podzielony na trzy poziome pasy: czerwony, biały i żółty w stosunku 1:2:1. W jego centralnej części umieszczono herb powiatu. |
| Powiat kraśnicki     |      | Flaga powiatu, autorstwa Janusza Łosowskiego, została ustanowiona uchwałą nr XXV/146/2000 z 29 grudnia 2000. Jest to prostokątny płat tkaniny o proporcjach 5:8, podzielony na trzy równe pionowe pasy: czerwony, srebrny i złoty. W jego centralnej części umieszczono herb powiatu. |
| Powiat lubartowski   |      | Flaga powiatu, autorstwa Henryka Seroki i Dariusza Dessauera, została ustanowiona uchwałą nr XXXV/248/06 z 23 października 2006. Jest to prostokątny płat tkaniny o proporcjach 1:2, podzielony na dwie równe części: lewą, białą, z herbem powiatu oraz prawą, podzieloną na dziewięć równych poziomych pasów: pięć czerwonych i cztery niebieskie. |
| Powiat lubelski      |      | Flaga powiatu została ustanowiona uchwałą nr XXXIII/284/01 z 21 grudnia 2001. Jest to płat tkaniny, podzielony na dwie części: lewą, czerwoną, w kształcie kwadratu z godłem z herbu powiatu oraz prawą, w formie ściętego na dół ogona, podzielonego na szesnaście równych poziomych białych i żółtych pasów. |
| Powiat łęczyński     |      | Flaga powiatu została ustanowiona uchwałą nr XXXI/172/2001 z 19 grudnia 2001. Jest to prostokątny płat tkaniny o proporcjach 5:8, podzielony na dwa równe poziome pasy: błękitny i czerwony. W jego centralnej części umieszczono godło z herbu powiatu. |
| Powiat łukowski      |      | Flaga powiatu została ustanowiona uchwałą nr XXV/217/2005 z 23 czerwca 2005. Jest to płat tkaniny, podzielony na dwie części: lewą, czerwoną, w kształcie kwadratu z godłem z herbu powiatu oraz prawą, w formie zaokrąglonego ogona, podzielonego na jedenaście równych poziomych pasów: sześć białych i pięć żółtych, nawiązujące do gmin powiatu. |
| Powiat opolski       |      | Flaga powiatu, autorstwa ks. Pawła Dudzińskiego, została ustanowiona uchwałą nr XIII/96/2000 z 15 marca 2000. Jest to prostokątny płat tkaniny, podzielony na trzy poziome pasy: czerwony, biały i złoty w stosunku 1:2:1. W jego centralnej części umieszczono herb powiatu. |
| Powiat parczewski    |      | Pierwsza wersja flagi powiatu została ustanowiona uchwałą nr XXI/96/2000 z 31 maja 2000, obecna wersja, autorstwa Kamila Wójcikowskiego i Roberta Fidury, została ustanowiona uchwałą nr V/33/2024 z 30 sierpnia 2024. Jest to prostokątny płat tkaniny o proporcjach 5:8, podzielony na dwie równe części: lewą czerwoną, z godłem z herbu powiatu i prawą, podzieloną na siedem równych poziomych pasów, nawiązujących do gmin powiatu: cztery czerwone, dwa białe i jeden żółty. |
| Powiat puławski      |      | Pierwsza wersja flagi powiatu została ustanowiona uchwałą nr XXX/280/2001 z 26 września 2001, obecna została ustanowiona uchwałą nr XVIII/164/2012 27 czerwca 2012. Jest to prostokątny płat tkaniny, podzielony na trzy poziome pasy: dwa czerwone i ciemnoniebieski w stosunku 5:1:1. W jego lewym górnym rogu umieszczono godło z herbu powiatu. |
| Powiat radzyński     |      | Flaga powiatu, autorstwa Krzysztofa Skupieńskiego i Dariusza Dessauera, została ustanowiona uchwałą nr XX/174/2005 z 21 kwietnia 2005. Jest to płat tkaniny, podzielony na dwie części: lewą, czerwoną, w kształcie prostokąta z godłem z herbu powiatu oraz prawą, w formie zaokrąglonego ogona, podzielonego na osiem równych poziomych srebrnych i złotych pasów. |
| Powiat rycki         |      | Flaga powiatu, autorstwa Krzysztofa Skupieńskiego, została ustanowiona uchwałą nr XLII/238/2002 z 4 października 2002. Jest to prostokątny płat tkaniny, podzielony na dwie części: lewą, błękitną, w kształcie kwadratu z godłem z herbu powiatu oraz prawą, w formie zaokrąglonego ogona, podzielonego na sześć równych poziomych białych i czerwonych pasów. |
| Powiat świdnicki     |      | Flaga powiatu, autorstwa ks. Pawła Dudzińskiego, została ustanowiona uchwałą nr XV/78/99 z 21 grudnia 1999. Jest to płat tkaniny, podzielony na trzy poziome pasy: dwa czerwone i biały w stosunku 1:2:1. W jego centralnej części umieszczono herb powiatu. |
| Powiat tomaszowski   |      | Flaga powiatu została ustanowiona uchwałą nr XIII/89/2000 z 19 września 2000. Jest to prostokątny płat tkaniny o proporcjach 5:8 koloru białego, w którego centralnej części umieszczono herb powiatu. |
| Powiat włodawski     |      | Flaga powiatu została ustanowiona uchwałą nr XXII/155/2001 z 28 września 2001. Jest to prostokątny płat tkaniny o proporcjach 5:8, podzielony na dwa równe pionowe pasy: żółty i zielony. W jego centralnej części umieszczono herb powiatu. |
| Powiat zamojski      |      | Flaga powiatu została ustanowiona uchwałą nr XXVII/105/2001 z 23 kwietnia 2001. Jest to prostokątny płat tkaniny o proporcjach 5:8, podzielony na dwa równe pionowe pasy: czerwony i błękitny. W jego centralnej części umieszczono herb powiatu. |